# Général d'armée (Russie)
 (mai 2025).
Si vous disposez d'ouvrages ou d'articles de référence ou si vous connaissez des sites web de qualité traitant du thème abordé ici, merci de compléter l'article en donnant les références utiles à sa vérifiabilité et en les liant à la section « Notes et références ».
Pour les articles homonymes, voir Général de l'Armée.
Général d'armée (russe : Генера́л а́рмии) est le plus haut grade militaire de Russie après celui de maréchal (respectivement maréchal de l'Union soviétique, puis maréchal de la fédération de Russie), et au-dessus de colonel-général. Il s'agit d'un homologue direct du grade de général d'armée soviétique.
À l'heure actuelle, il s'agit également du grade le plus élevé de l'armée de l'air, de l'artillerie, des forces de défense aérospatiale, des troupes blindées, des troupes du génie et des troupes de signalisation, contrairement à l'Union soviétique où les officiers de rang similaire étaient appelés maréchaux et maréchaux en chef d'une branche. Le grade naval correspondant est amiral de la flotte.
Nommé ministre de la Défense le 7 mai 1992, Pavel Gratchiov est le premier officier promu à ce grade. Vladimir Yakovlev fut promu à ce grade alors qu'il était commandant des forces de missiles stratégiques (1997-2001).

## Insigne de grade
Depuis 2013, l'insigne de grade représente une grande étoile et l'emblème de l'armée sur les sangles qui a également été utilisé jusqu'en 1997, comme dans l'armée soviétique depuis 1974. Entre 1997 et 2013, l'insigne de grade était représenté par quatre étoiles consécutives, comme en Union soviétique de 1943 à 1974,.
Jusqu'en 1997, les généraux portaient une « petite » étoile de maréchal. Lorsqu'en 1993, les grades de maréchal en chef et de maréchal d'armée en fédération de Russie ont été abolis, il n'y avait plus d'insignes de grade spéciaux pour les généraux. Par décret présidentiel du 27 janvier 1997, ceux-ci ont retrouvé des bretelles de type 1943 avec quatre étoiles consécutives.

Insigne de grade de général d'armée
Uniforme de parade (1992–97)
Uniforme de service (1994–97)
Uniforme de l'armée de l'air (1994–97)
Uniforme de service (2010–13)
Uniforme de l'armée de l'air (2010–13)
Uniforme de parade (2017–) (col Mao)
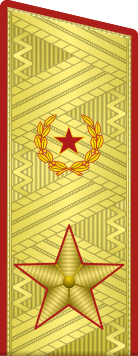
Uniforme de parade (2013-2017) (col rabattu)
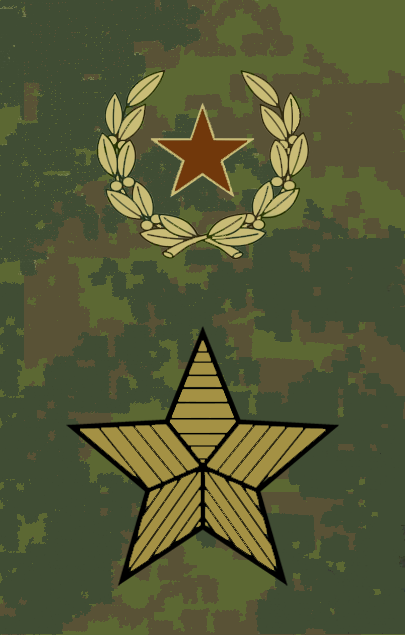
Uniforme de campagne (2013–)